# Pitavastatina
Pitavastatina è un composto appartenente alla famiglia delle statine, che viene impiegato in associazione alla dieta, all'attività fisica ed alla ricerca della perdita di peso per abbassare l'ipercolesterolemia, trattare le condizioni associate e prevenire la malattia cardiovascolare. Il farmaco venne scoperta in Giappone, dove è disponibile a partire dal 2003, è venduto negli Stati Uniti, in India e molti altri paesi, ma non è commercializzato in Italia.

## Farmacodinamica
Pitavastatina è un composto della famiglia delle statine (o vastatine). Come altre molecole della famiglia agisce da inibitore selettivo e competitivo dell'enzima HMG-CoA reduttasi (3-idrossi-3-metiglutaril coenzima A reduttasi), l'enzima deputato alla conversione di 3-idrossi-3-metilglutaril coenzima A in mevalonato, un precursore fondamentale nella biosintesi del colesterolo.
Pitavastatina per abbassare il colesterolo agisce principalmente sul fegato, quale organo bersaglio privilegiato. Le lipoproteine a bassa densità (LDL) si formano a partire dalle VLDL e sono catabolizzate in particolare dal recettore ad alta affinità per le LDL.
Il farmaco determina un aumento del numero dei recettori per le LDL sulla superficie degli epatociti, ed a questo consegue perciò un incremento della captazione e del catabolismo di queste lipoproteine.
 Inoltre la molecola inibisce la sintesi epatica delle VLDL, riducendo in sostanza il numero totale di lipoproteine appartenenti ad entrambe le classi, VLDL ed LDL.
Studi clinici hanno evidenziato che pivastatina agisce modulando la secrezione di apolipoproteina B-100 da parte degli epatociti.

## Farmacocinetica
Pivastatina dopo somministrazione per via orale è ben assorbita dal tratto gastroenterico, principalmente dal piccolo intestino. La biodisponibilità assoluta, calcolata per la soluzione orale, è pari al 51%. La concentrazione plasmatica massima (Cmax viene raggiunta dopo circa 1 ora (Tmax) dalla somministrazione.

L'assunzione con un pasto ricco di grassi riduce la concentrazione plasmatica di picco del 43%, ma non altera sostanzialmente il grado di assorbimento (cioè l'AUC).
Il farmaco si lega alle proteine plasmatiche nella misura del 99%, principalmente all'albumina e all'alfa 1-glicoproteina acida. A causa dell'elevato legame plasmatico il farmaco difficilmente viene rimosso con l'emodialisi.
L'emivita si aggira intorno alle 12 ore.
Pitavastatina viene captata dagli epatociti tramite un meccanismo carrier-mediato, principalmente tramite il polipeptide trasportatore di anioni organici OATP1B1, OATP2 e, in misura minore, OATP1B3 e OATP2B1.

La molecola viene principalmente metabolizzata dall'enzima uridina 5'-difosfato (UDP) glucuronosiltransferasi ed in misura modesta da CYP2C9 e, in misura ancora minore, da CYP2C8.

Pitavastatina viene escreta nelle feci (circa 79%) e nelle urine (circa 15%) entro i 7 giorni successivi alla somministrazione della soluzione orale.

## Usi clinici
Pitavastatina viene utilizzata nei soggetti affetti da ipercolesterolemia primaria, ipercolesterolemia familiare eterozigote o iperlipemia mista (tipo IIa e IIb secondo la classificazione di Fredrickson), in aggiunta alla dieta per diminuire i livelli elevati di colesterolo totale, colesterolo LDL, apolipoproteina B e trigliceridi, quando la risposta alla dieta e a misure non farmacologiche sia risultata insoddisfacente.
È usata anche per trattare l'ipercolesterolemia familiare omozigote in associazione od in alternativa ad altri trattamenti ipolipemizzanti.
Pitavastatina può essere anche impiegata per la prevenzione degli eventi cardiovascolari maggiori (ad esempio infarto del miocardio, stroke, angina instabile) e nella prevenzione secondaria per i soggetti sottoposti ad interventi di rivascolarizzazione.

## Effetti collaterali ed indesiderati
Alcuni degli effetti indesiderati più frequentemente riportati sono cefalea, nausea, dolore addominale, diarrea o costipazione, rash cutaneo, vertigini, mialgia, dolore al dorso, dolore alle estremità. Sono state segnalate anche reazioni da ipersensibilità (rash cutaneo, prurito e orticaria) ed alcuni disturbi psichiatrici (diminuzione della libido, ansia, insonnia, depressione, ideazioni suicide, manie, paranoia, stato di agitazione e incubi.

## Controindicazioni
Pitavastatina è controindicata nei soggetti con ipersensibilità nota al principio attivo oppure ad uno qualsiasi degli eccipienti della formulazione farmaceutica.
Il farmaco è inoltre controindicato nei soggetti affetti da malattia epatica in fase attiva, negli alcolisti o in coloro che registrano incrementi persistenti ed inspiegabili delle transaminasi, oltre 3 volte i valori normali di riferimento.
Infine non deve essere somministrato in caso di uso concomitante di ciclosporina, nelle donne in stato di gravidanza, ed in quelle che allattano al seno oppure che sono in età fertile ma non ricorrono ad adeguate misure contraccettive.

## Dosi terapeutiche
Nei soggetti adulti affetti da ipercolesterolemia primaria o dislipidemia mista è consigliata l'assunzione iniziale di 2 mg, una volta al giorno, per via orale. È quindi necessario determinare le concentrazioni delle lipoproteine sieriche a distanza di 4 settimane dall'inizio della terapia e quindi aggiustare il dosaggio. Il dosaggio abituale di mantenimento è variabile tra 1 e 4 mg, una volta al giorno.

## Gravidanza ed allattamento
La somministrazione di pitavastatina è controindicata nelle donne che sono in stato di gravidanza. Nelle donne in età fertile si consiglia di associare alla terapia con pitavastatina delle valide misure contraccettive.
Il farmaco riduce la sintesi di colesterolo, molecola fondamentale per la sintesi di steroidi e delle membrane cellulari, elementi essenziali per lo sviluppo fetale.
La Food and Drug Administration ha inserito pitavastatina in classe X per l'uso in gravidanza (questa classe comprende i farmaci per i quali gli studi negli animali o nell'uomo hanno evidenziato anomalie fetali e/o c'è evidenza di rischio fetale basato sull'esperienza umana).
Anche se il profilo di tossicità nelle donne in gravidanza non è stato indagato sufficientemente, il rischio potenziale derivante dall'inibizione dell'HMG-CoA reduttasi sembra essere superiore ai vantaggi del trattamento durante tale periodo. Se si verifica una gravidanza durante la terapia con pitavastatina, il farmaco deve essere immediatamente sospeso.
Pitavastatina è escreta nel latte materno nei ratti, mentre nell'essere umano è possibile rintracciare piccole quantità di questa sostanza. Poiché colesterolo e gli altri derivati della biosintesi del colesterolo, inibiti dal farmaco, sono essenziali, a fini precauzionali, l'allattamento al seno durante la terapia farmacologica non è raccomandato.

## Interazioni
- Ciclosporina: la co-somministrazione comporta un aumento della concentrazione plasmatica e dell'AUC di pitavastatina.
- Diltiazem: leggera riduzione del picco plasmatico e AUC di pitavastatina; leggera diminuzione del picco plasmatio di diltiazem.
- Digossina: leggera diminuzione della concentrazione plasmatica di picco di pitavastatina; leggera diminuzione nel picco plasmatico della digossina. Clinicamente non rilevante.
- Enalapril: Leggera riduzione del picco plasmatico di pitavastatina. Incremento della concentrazione plasmatica massima di enalapril. Clinicamente non rilevante.
- Eritromicina: incremento del picco plasmatico di pitavastatina. È consigliato non eccedere un dosaggio di pitavastatina di 1 mg una volta al giorno.
- Ezetimibe: riduzioni trascurabili delle concentrazioni plasmatiche di picco e dell'AUC di pitavastatina. Aumento delle concentrazioni plasmatiche di picco di ezetimibe. Clinicamente non rilevante.
- Succo di pompelmo: diminuzione delle concentrazioni del picco plasmatico di pitavastatina. Clinicamente non rilevante.